# Maria Bàrbara de Bragança
Maria Bàrbara de Bragança -de nom complet Maria Magdalena Bàrbara Francesca Xaviera Elionor Teresa Antònia Josepa- (Lisboa, 4 de desembre de 1711-Aranjuez, 27 d'agost de 1758) fou una infanta del Regne de Portugal i reina consort d'Espanya (1746-1758). Maria Bàrbara de Bragança era una dona culta, agradable de caràcter, dominadora de sis idiomes i gran amant de la música, deixebla i protectora de Domenico Scarlatti i, posteriorment, mecenes del famós cantant Farinelli (castrat).

## Naixement
Va néixer el 4 de desembre de 1711 a Lisboa. Era la filla més gran del rei Joan V de Portugal i la seva esposa Maria-Anna d'Àustria, filla de l'emperador Leopold I i d'Elionor del Palatinat-Neuburg.
Els seus pares es van casar el 1708, però durant gairebé tres anys la reina no va donar a llum els fills. El rei va fer una promesa a Déu: si naixia un hereu al tron, un convent seria construït per agrair-li-ho. El 4 de desembre 1711, va néixer la infanta, i el convent de Mafra va ser construït.

## Educació
Bàrbara de Bragança va rebre una esmerada educació, com a única filla legítima del matrimoni reial, la mort de tres dels seus cinc germans i la superació de la verola durant la infància, segurament va fer que fos vista la possibilitat que esdevingués reina de Portugal en el futur.
La infanta va ser un exponent significatiu de l'alt nivell artístic i cultural de la cort de Joan V. Amb set anys era capaç de llegir i escriure amb destresa, dominava les llengües clàssiques, llatí i grec, i modernes com el portuguès, l'alemany, el francès, l'italià i el castellà, a més de rebre una important formació en història, ètica i política. També va destacar en la música, com a compositora i intèrpret de clavicèmbal, gràcies al mestratge de Domenico Scarlatti, que la va acompanyar fins i tot després del seu casament.

## Princesa del Brasil
Va néixer com a hereva del tron portuguès, però aquesta condició va acabar quan la reina va donar a llum un fill, Pere, dos anys després. El seu títol, mentre fou hereva del tron, era princesa del Brasil. Pere va morir a l'edat de dos anys, però un altre fill, Josep, havia nascut abans de la mort de Pere. Encara que Bàrbara mai va tornar a ser hereva, fou la segona en la línia de successió durant la major part de la seva vida.
La princesa fou batejada Maria Madalena Bàrbara Xavier Elionor Teresa Antonia Josefa; era normalment coneguda com a Bàrbara o Maria Bàrbara, un nom mai abans utilitzat entre els membres de la reialesa portuguesa, en honor de santa Bàrbara, la santa del seu aniversari. Tingué una excel·lent educació i gaudia la música, que estudià amb Domenico Scarlatti, el famós clavecinista i compositor, des de l'edat de 9 o 10 fins als 14 anys.

## Reina consort d'Espanya
El 1729, als 18 anys, es va casar amb el futur rei d'Espanya Ferran VI, dos anys menor que ella. El seu germà Josep es va casar amb una germanastra de Ferran, amb la infanta Maria Anna Victòria d'Espanya. Signades les capitulacions matrimonials el 10 de gener de 1728, el casament es va celebrar per poders el dia següent. L'intercanvi de infantes es va fer sobre el pont del riu Caia, a la frontera entre Espanya i Portugal, el 19 de gener.
Scarlatti la va seguir a Madrid en el seu matrimoni, es va quedar amb ella i va compondre centenars de sonates per a ella. Durant el seu regnat, Barbara de Bragança presidí concerts al palau Reial d'Aranjuez, que va ser el seu refugi preferit.
Es casà el 20 de gener de 1729 a Badajoz amb el príncep d'Astúries, i futur rei, Ferran VI d'Espanya, fill de Felip V d'Espanya i la seva primera esposa Maria Lluïsa de Savoia. D'aquesta unió no nasqueren fills. Per voluntat de la reina consort, Isabel Farnese, segona esposa del rei Felip V, la parella va viure completament aïllada de la cort reial. A l'ascens del seu espòs al tron espanyol va realitzar una important tasca de mediació entre el rei de Portugal i Ferran VI. La parella es mantingué unida i compartí la passió per la música.
El 1748 va ser fundadora del convent de les Salesas Reales. Va morir al palau Reial d'Aranjuez, als afores de Madrid, el 1758.